# Эрнандес, Ариэль
Ариэль Эрнандес Аскуй (исп. Ariel Hernández Azcuy, 8 апреля 1972, Гуане) — кубинский боксёр второй средней весовой категории, выступал за сборную Кубы в 1990-е годы. Двукратный олимпийский чемпион, обладатель двух золотых и одной серебряной медалей чемпионата мира, дважды победитель Игр Центральной Америки и Карибского бассейна, победитель Панамериканских игр, семикратный чемпион национального первенства.

## Биография
Ариэль Эрнандес родился 8 апреля 1972 года в городе Гуане, провинция Пинар-дель-Рио. Впервые заявил о себе в возрасте семнадцати лет, когда выиграл золотую медаль на юниорском чемпионате мира, год спустя повторил это достижение. В 1992 году во втором среднем весе стал чемпионом Кубы и благодаря череде удачных выступлений удостоился права защищать честь страны на летних Олимпийских играх в Барселоне, где завоевал золото, одолев в финале будущего чемпиона мира среди профессионалов, знаменитого американца Криса Бёрда. Следующий сезон получился не менее удачным, спортсмен выиграл золотую медаль на чемпионате мира в Тампере и занял первое место на Играх Центральной Америки и Карибского бассейна в Понсе.
На чемпионате мира 1995 года в Берлине Эрнандес вновь получил награду высшего достоинства, также поучаствовал в зачёте Панамериканских игр в Мар-дель-Плате, где тоже победил всех своих соперников. В 1996 году съездил на Олимпиаду в Атланту, пополнил медальную коллекцию ещё одним олимпийским золотом, причём победил здесь известного российского боксёра, будущего олимпийского чемпиона Александра Лебзяка. В следующем году Ариэль Эрнандес побывал уже на третьем чемпионате мира, но на этот раз вынужден был довольствоваться серебром, проиграв венгру Жолту Эрдею. На Играх Центральной Америки и Карибского бассейна 1998 года в Маракайбо добавил в послужной список ещё одну яркую международную победу. Всё это время в период 1992—1998 кубинец неизменно оставался чемпионом своей страны во второй средней весовой категории, выиграл национальный титул семь раз подряд. Впоследствии продолжал выступать на ринге вплоть до 2000 года, хотя в последнее время уже перестал гонять вес и не показывал выдающихся результатов.